# + (Ed Sheeran)
+ (spreek uit als plus) is het eerste studioalbum van de Britse singer-songwriter Ed Sheeran. Het album werd eerst tussen 9 en 12 september 2011 door Asylum Records en Atlantic Records uitgebracht in de landen binnen Groot-Brittannië, gevolgd door Japan en Australië in dezelfde maand. De rest van Europa volgde tussen november en januari, met de Nederlandse release door Warner Bros. Records op 18 november. Door het succes werd het album op 15 juni 2012 ook in de Verenigde Staten uitgegeven, negen maanden na de initiële uitbrengdatum. Het album zorgde voor het doorbraak van Sheeran na vijf onafhankelijk uitgebrachte ep's. + is grotendeels geproduceerd door Jake Gosling met extra productie van No I.D.. In Nederland kwam het album op de dertigste positie binnen met de achtste plek als piek. In het Verenigd Koninkrijk debuteerde het album op de eerste positie met ruim 102 duizend verkochte exemplaren, terwijl het in de Verenigde Staten op de vijfde positie binnenkwam met 42 duizend exemplaren die verkocht zijn.

## Singles
Media-aandacht voor Sheeran kwam tot stand door de eerste twee singles The A Team en You Need Me, I Don't Need You, die respectievelijk op de eerste en vierde positie in de UK Singles Chart terechtkwamen. Lego House kwam als de derde single (de eerste na de albumuitgave) uit en bereikte de vijfde positie. Daarnaast werden Drunk, Small Bump en Give Me Love als singles uitgebracht en hadden als piek noteringen binnen de top 25 van Nederland.
In Nederland werden The A Team en Lego House door 538 uitgeroepen tot Alarmschijf en bereikten respectievelijk de vijfde en de twaalfde positie in de Nederlandse Top 40. De eerstgenoemde bleef 32 weken in de lijst. You Need Me, I Don't Need You, Drunk en Give Me Love kwamen niet verder dan de eerste twee posities in de tipparade. In de Vlaamse Ultratop 50 presteerde Lego House beter dan de leadsingle met een zesde positie tegenover de achttiende. Give Me Love stond nog op de 38ste positie maar You Need Me, I Don't Need You en Drunk bleven hangen in de tipparade.

## Tracklist
| Nr. | Titel                                | Schrijver(s)                        | Duur  |
| --- | ------------------------------------ | ----------------------------------- | ----- |
| 1.  | The A Team                           | Ed Sheeran                          | 04:18 |
| 2.  | Drunk                                | Sheeran, Jake Gosling               | 03:20 |
| 3.  | U.N.I.                               | Sheeran, Gosling                    | 03:48 |
| 4.  | Grade 8                              | Sheeran, True Tiger                 | 02:59 |
| 5.  | Wake Me Up                           | Sheeran, Gosling                    | 03:49 |
| 6.  | Small Bump                           | Sheeran                             | 04:19 |
| 7.  | This                                 | Sheeran, Gordon Mills               | 03:15 |
| 8.  | The City                             | Sheeran, Gosling                    | 03:54 |
| 9.  | Lego House                           | Sheeran, Gosling, Chris Leonard     | 03:05 |
| 10. | You Need Me, I Don't Need You        | Sheeran                             | 03:40 |
| 11. | Kiss Me                              | Sheeran, Julie Frost, Justin Franks | 04:40 |
| 12. | Give Me Love                         | Sheeran, Gosling, Leonard           | 05:26 |
| 13. | The Parting Glass (verborgen nummer) | traditioneel                        | 03:05 |

| Nr. | Titel                       | Schrijver(s)        | Duur  |
| --- | --------------------------- | ------------------- | ----- |
| 14. | Wayfaring Stranger          | traditioneel        | 04:04 |
| 15. | U.N.I. ("one-take" version) | Ed Sheeran, Gosling | 02:49 |

| Nr. | Titel         | Schrijver(s)       | Duur  |
| --- | ------------- | ------------------ | ----- |
| 13. | Autumn Leaves | Sheeran, Gosling   | 03:20 |
| 14. | Little Bird   | Ed Sheeran         | 03:44 |
| 15. | Gold Rush     | Sheeran, Amy Wadge | 04:03 |
| 16. | Sunburn       | Sheeran            | 04:35 |

| Nr. | Titel                   | Schrijver(s)        | Duur  |
| --- | ----------------------- | ------------------- | ----- |
| 13. | Autumn Leaves           | Ed Sheeran, Gosling | 03:20 |
| 14. | Little Bird             | Sheeran             | 03:44 |
| 15. | Gold Rush               | Sheeran, Amy Wadge  | 04:03 |
| 16. | Sunburn                 | Sheeran             | 04:35 |
| 17. | The A Team (akoestisch) | Sheeran             | 05:03 |

| Nr. | Titel                         | Duur |
| --- | ----------------------------- | ---- |
| 1.  | Grade 8                       |      |
| 2.  | The City                      |      |
| 3.  | U.N.I.                        |      |
| 4.  | Drunk                         |      |
| 5.  | Small Bump                    |      |
| 6.  | Lego House                    |      |
| 7.  | Kiss Me                       |      |
| 8.  | Wake Me Up                    |      |
| 9.  | The A Team                    |      |
| 10. | Give Me Love                  |      |
| 11. | You Need Me, I Don't Need You |      |

## Releasedata
| Land                | Datum             | Medium                                                                    | Label                            |
| ------------------- | ----------------- | ------------------------------------------------------------------------- | -------------------------------- |
| Ierland             | 9 september 2011  | cd, muziekdownload (standaardversie, deluxe versie)                       | Asylum Records, Atlantic Records |
| Verenigd Koninkrijk | 12 september 2011 | cd, muziekdownload (standaardversie, deluxe versie), lp (standaardversie) | Asylum Records, Atlantic Records |
| Japan               | 13 september 2011 | cd, muziekdownload (standaardversie, special)                             | Warner Bros. Records             |
| Australië           | 23 september 2011 | cd, muziekdownload                                                        | Warner Bros. Records             |
| Nederland           | 18 november 2011  | cd, muziekdownload                                                        | Warner Bros. Records             |
| Zwitserland         | 13 januari 2012   | cd, muziekdownload                                                        | Warner Bros. Records             |
| Polen               | 16 januari 2012   | cd, muziekdownload                                                        | Warner Bros. Records             |
| Duitsland           | 10 februari 2012  | cd, muziekdownload                                                        | Warner Bros. Records             |
| Argentinië          | 15 mei 2012       | cd, muziekdownload                                                        | Warner Bros. Records             |
| Verenigde Staten    | 12 juni 2012      | cd, muziekdownload                                                        | Elektra Records                  |

## Commercieel ontvangst

### Album
| Hitnotering: (Week 1 t/m 96) 26-11-2011 t/m 21-09-2013 Hitnotering: (Week 97 t/m 106) 18-01-2014 t/m 22-03-2014 Hitnotering: (Week 107 t/m 111) 05-04-2014 t/m 03-05-2014 Hitnotering: (Week 112 t/m 127) 07-06-2014 t/m 20-09-2014 Hitnotering: (Week 128 t/m 152) 04-10-2014 t/m 21-03-2015 Hitnotering: (Week 153 t/m 154) 04-07-2015 t/m 11-07-2015 Hitnotering: (Week 155) 22-08-2015 Hitnotering: (Week 156) 10-10-2015 Hitnotering: (Week 157) 07-11-2015 Hitnotering: (Week 158) 12-12-2015 Hitnotering: (Week 159 t/m 176) 02-01-2016 t/m 30-04-2016 | Hitnotering: (Week 1 t/m 96) 26-11-2011 t/m 21-09-2013 Hitnotering: (Week 97 t/m 106) 18-01-2014 t/m 22-03-2014 Hitnotering: (Week 107 t/m 111) 05-04-2014 t/m 03-05-2014 Hitnotering: (Week 112 t/m 127) 07-06-2014 t/m 20-09-2014 Hitnotering: (Week 128 t/m 152) 04-10-2014 t/m 21-03-2015 Hitnotering: (Week 153 t/m 154) 04-07-2015 t/m 11-07-2015 Hitnotering: (Week 155) 22-08-2015 Hitnotering: (Week 156) 10-10-2015 Hitnotering: (Week 157) 07-11-2015 Hitnotering: (Week 158) 12-12-2015 Hitnotering: (Week 159 t/m 176) 02-01-2016 t/m 30-04-2016 | Hitnotering: (Week 1 t/m 96) 26-11-2011 t/m 21-09-2013 Hitnotering: (Week 97 t/m 106) 18-01-2014 t/m 22-03-2014 Hitnotering: (Week 107 t/m 111) 05-04-2014 t/m 03-05-2014 Hitnotering: (Week 112 t/m 127) 07-06-2014 t/m 20-09-2014 Hitnotering: (Week 128 t/m 152) 04-10-2014 t/m 21-03-2015 Hitnotering: (Week 153 t/m 154) 04-07-2015 t/m 11-07-2015 Hitnotering: (Week 155) 22-08-2015 Hitnotering: (Week 156) 10-10-2015 Hitnotering: (Week 157) 07-11-2015 Hitnotering: (Week 158) 12-12-2015 Hitnotering: (Week 159 t/m 176) 02-01-2016 t/m 30-04-2016 | Hitnotering: (Week 1 t/m 96) 26-11-2011 t/m 21-09-2013 Hitnotering: (Week 97 t/m 106) 18-01-2014 t/m 22-03-2014 Hitnotering: (Week 107 t/m 111) 05-04-2014 t/m 03-05-2014 Hitnotering: (Week 112 t/m 127) 07-06-2014 t/m 20-09-2014 Hitnotering: (Week 128 t/m 152) 04-10-2014 t/m 21-03-2015 Hitnotering: (Week 153 t/m 154) 04-07-2015 t/m 11-07-2015 Hitnotering: (Week 155) 22-08-2015 Hitnotering: (Week 156) 10-10-2015 Hitnotering: (Week 157) 07-11-2015 Hitnotering: (Week 158) 12-12-2015 Hitnotering: (Week 159 t/m 176) 02-01-2016 t/m 30-04-2016 | Hitnotering: (Week 1 t/m 96) 26-11-2011 t/m 21-09-2013 Hitnotering: (Week 97 t/m 106) 18-01-2014 t/m 22-03-2014 Hitnotering: (Week 107 t/m 111) 05-04-2014 t/m 03-05-2014 Hitnotering: (Week 112 t/m 127) 07-06-2014 t/m 20-09-2014 Hitnotering: (Week 128 t/m 152) 04-10-2014 t/m 21-03-2015 Hitnotering: (Week 153 t/m 154) 04-07-2015 t/m 11-07-2015 Hitnotering: (Week 155) 22-08-2015 Hitnotering: (Week 156) 10-10-2015 Hitnotering: (Week 157) 07-11-2015 Hitnotering: (Week 158) 12-12-2015 Hitnotering: (Week 159 t/m 176) 02-01-2016 t/m 30-04-2016 | Hitnotering: (Week 1 t/m 96) 26-11-2011 t/m 21-09-2013 Hitnotering: (Week 97 t/m 106) 18-01-2014 t/m 22-03-2014 Hitnotering: (Week 107 t/m 111) 05-04-2014 t/m 03-05-2014 Hitnotering: (Week 112 t/m 127) 07-06-2014 t/m 20-09-2014 Hitnotering: (Week 128 t/m 152) 04-10-2014 t/m 21-03-2015 Hitnotering: (Week 153 t/m 154) 04-07-2015 t/m 11-07-2015 Hitnotering: (Week 155) 22-08-2015 Hitnotering: (Week 156) 10-10-2015 Hitnotering: (Week 157) 07-11-2015 Hitnotering: (Week 158) 12-12-2015 Hitnotering: (Week 159 t/m 176) 02-01-2016 t/m 30-04-2016 | Hitnotering: (Week 1 t/m 96) 26-11-2011 t/m 21-09-2013 Hitnotering: (Week 97 t/m 106) 18-01-2014 t/m 22-03-2014 Hitnotering: (Week 107 t/m 111) 05-04-2014 t/m 03-05-2014 Hitnotering: (Week 112 t/m 127) 07-06-2014 t/m 20-09-2014 Hitnotering: (Week 128 t/m 152) 04-10-2014 t/m 21-03-2015 Hitnotering: (Week 153 t/m 154) 04-07-2015 t/m 11-07-2015 Hitnotering: (Week 155) 22-08-2015 Hitnotering: (Week 156) 10-10-2015 Hitnotering: (Week 157) 07-11-2015 Hitnotering: (Week 158) 12-12-2015 Hitnotering: (Week 159 t/m 176) 02-01-2016 t/m 30-04-2016 | Hitnotering: (Week 1 t/m 96) 26-11-2011 t/m 21-09-2013 Hitnotering: (Week 97 t/m 106) 18-01-2014 t/m 22-03-2014 Hitnotering: (Week 107 t/m 111) 05-04-2014 t/m 03-05-2014 Hitnotering: (Week 112 t/m 127) 07-06-2014 t/m 20-09-2014 Hitnotering: (Week 128 t/m 152) 04-10-2014 t/m 21-03-2015 Hitnotering: (Week 153 t/m 154) 04-07-2015 t/m 11-07-2015 Hitnotering: (Week 155) 22-08-2015 Hitnotering: (Week 156) 10-10-2015 Hitnotering: (Week 157) 07-11-2015 Hitnotering: (Week 158) 12-12-2015 Hitnotering: (Week 159 t/m 176) 02-01-2016 t/m 30-04-2016 | Hitnotering: (Week 1 t/m 96) 26-11-2011 t/m 21-09-2013 Hitnotering: (Week 97 t/m 106) 18-01-2014 t/m 22-03-2014 Hitnotering: (Week 107 t/m 111) 05-04-2014 t/m 03-05-2014 Hitnotering: (Week 112 t/m 127) 07-06-2014 t/m 20-09-2014 Hitnotering: (Week 128 t/m 152) 04-10-2014 t/m 21-03-2015 Hitnotering: (Week 153 t/m 154) 04-07-2015 t/m 11-07-2015 Hitnotering: (Week 155) 22-08-2015 Hitnotering: (Week 156) 10-10-2015 Hitnotering: (Week 157) 07-11-2015 Hitnotering: (Week 158) 12-12-2015 Hitnotering: (Week 159 t/m 176) 02-01-2016 t/m 30-04-2016 | Hitnotering: (Week 1 t/m 96) 26-11-2011 t/m 21-09-2013 Hitnotering: (Week 97 t/m 106) 18-01-2014 t/m 22-03-2014 Hitnotering: (Week 107 t/m 111) 05-04-2014 t/m 03-05-2014 Hitnotering: (Week 112 t/m 127) 07-06-2014 t/m 20-09-2014 Hitnotering: (Week 128 t/m 152) 04-10-2014 t/m 21-03-2015 Hitnotering: (Week 153 t/m 154) 04-07-2015 t/m 11-07-2015 Hitnotering: (Week 155) 22-08-2015 Hitnotering: (Week 156) 10-10-2015 Hitnotering: (Week 157) 07-11-2015 Hitnotering: (Week 158) 12-12-2015 Hitnotering: (Week 159 t/m 176) 02-01-2016 t/m 30-04-2016 | Hitnotering: (Week 1 t/m 96) 26-11-2011 t/m 21-09-2013 Hitnotering: (Week 97 t/m 106) 18-01-2014 t/m 22-03-2014 Hitnotering: (Week 107 t/m 111) 05-04-2014 t/m 03-05-2014 Hitnotering: (Week 112 t/m 127) 07-06-2014 t/m 20-09-2014 Hitnotering: (Week 128 t/m 152) 04-10-2014 t/m 21-03-2015 Hitnotering: (Week 153 t/m 154) 04-07-2015 t/m 11-07-2015 Hitnotering: (Week 155) 22-08-2015 Hitnotering: (Week 156) 10-10-2015 Hitnotering: (Week 157) 07-11-2015 Hitnotering: (Week 158) 12-12-2015 Hitnotering: (Week 159 t/m 176) 02-01-2016 t/m 30-04-2016 | Hitnotering: (Week 1 t/m 96) 26-11-2011 t/m 21-09-2013 Hitnotering: (Week 97 t/m 106) 18-01-2014 t/m 22-03-2014 Hitnotering: (Week 107 t/m 111) 05-04-2014 t/m 03-05-2014 Hitnotering: (Week 112 t/m 127) 07-06-2014 t/m 20-09-2014 Hitnotering: (Week 128 t/m 152) 04-10-2014 t/m 21-03-2015 Hitnotering: (Week 153 t/m 154) 04-07-2015 t/m 11-07-2015 Hitnotering: (Week 155) 22-08-2015 Hitnotering: (Week 156) 10-10-2015 Hitnotering: (Week 157) 07-11-2015 Hitnotering: (Week 158) 12-12-2015 Hitnotering: (Week 159 t/m 176) 02-01-2016 t/m 30-04-2016 | Hitnotering: (Week 1 t/m 96) 26-11-2011 t/m 21-09-2013 Hitnotering: (Week 97 t/m 106) 18-01-2014 t/m 22-03-2014 Hitnotering: (Week 107 t/m 111) 05-04-2014 t/m 03-05-2014 Hitnotering: (Week 112 t/m 127) 07-06-2014 t/m 20-09-2014 Hitnotering: (Week 128 t/m 152) 04-10-2014 t/m 21-03-2015 Hitnotering: (Week 153 t/m 154) 04-07-2015 t/m 11-07-2015 Hitnotering: (Week 155) 22-08-2015 Hitnotering: (Week 156) 10-10-2015 Hitnotering: (Week 157) 07-11-2015 Hitnotering: (Week 158) 12-12-2015 Hitnotering: (Week 159 t/m 176) 02-01-2016 t/m 30-04-2016 | Hitnotering: (Week 1 t/m 96) 26-11-2011 t/m 21-09-2013 Hitnotering: (Week 97 t/m 106) 18-01-2014 t/m 22-03-2014 Hitnotering: (Week 107 t/m 111) 05-04-2014 t/m 03-05-2014 Hitnotering: (Week 112 t/m 127) 07-06-2014 t/m 20-09-2014 Hitnotering: (Week 128 t/m 152) 04-10-2014 t/m 21-03-2015 Hitnotering: (Week 153 t/m 154) 04-07-2015 t/m 11-07-2015 Hitnotering: (Week 155) 22-08-2015 Hitnotering: (Week 156) 10-10-2015 Hitnotering: (Week 157) 07-11-2015 Hitnotering: (Week 158) 12-12-2015 Hitnotering: (Week 159 t/m 176) 02-01-2016 t/m 30-04-2016 | Hitnotering: (Week 1 t/m 96) 26-11-2011 t/m 21-09-2013 Hitnotering: (Week 97 t/m 106) 18-01-2014 t/m 22-03-2014 Hitnotering: (Week 107 t/m 111) 05-04-2014 t/m 03-05-2014 Hitnotering: (Week 112 t/m 127) 07-06-2014 t/m 20-09-2014 Hitnotering: (Week 128 t/m 152) 04-10-2014 t/m 21-03-2015 Hitnotering: (Week 153 t/m 154) 04-07-2015 t/m 11-07-2015 Hitnotering: (Week 155) 22-08-2015 Hitnotering: (Week 156) 10-10-2015 Hitnotering: (Week 157) 07-11-2015 Hitnotering: (Week 158) 12-12-2015 Hitnotering: (Week 159 t/m 176) 02-01-2016 t/m 30-04-2016 | Hitnotering: (Week 1 t/m 96) 26-11-2011 t/m 21-09-2013 Hitnotering: (Week 97 t/m 106) 18-01-2014 t/m 22-03-2014 Hitnotering: (Week 107 t/m 111) 05-04-2014 t/m 03-05-2014 Hitnotering: (Week 112 t/m 127) 07-06-2014 t/m 20-09-2014 Hitnotering: (Week 128 t/m 152) 04-10-2014 t/m 21-03-2015 Hitnotering: (Week 153 t/m 154) 04-07-2015 t/m 11-07-2015 Hitnotering: (Week 155) 22-08-2015 Hitnotering: (Week 156) 10-10-2015 Hitnotering: (Week 157) 07-11-2015 Hitnotering: (Week 158) 12-12-2015 Hitnotering: (Week 159 t/m 176) 02-01-2016 t/m 30-04-2016 | Hitnotering: (Week 1 t/m 96) 26-11-2011 t/m 21-09-2013 Hitnotering: (Week 97 t/m 106) 18-01-2014 t/m 22-03-2014 Hitnotering: (Week 107 t/m 111) 05-04-2014 t/m 03-05-2014 Hitnotering: (Week 112 t/m 127) 07-06-2014 t/m 20-09-2014 Hitnotering: (Week 128 t/m 152) 04-10-2014 t/m 21-03-2015 Hitnotering: (Week 153 t/m 154) 04-07-2015 t/m 11-07-2015 Hitnotering: (Week 155) 22-08-2015 Hitnotering: (Week 156) 10-10-2015 Hitnotering: (Week 157) 07-11-2015 Hitnotering: (Week 158) 12-12-2015 Hitnotering: (Week 159 t/m 176) 02-01-2016 t/m 30-04-2016 | Hitnotering: (Week 1 t/m 96) 26-11-2011 t/m 21-09-2013 Hitnotering: (Week 97 t/m 106) 18-01-2014 t/m 22-03-2014 Hitnotering: (Week 107 t/m 111) 05-04-2014 t/m 03-05-2014 Hitnotering: (Week 112 t/m 127) 07-06-2014 t/m 20-09-2014 Hitnotering: (Week 128 t/m 152) 04-10-2014 t/m 21-03-2015 Hitnotering: (Week 153 t/m 154) 04-07-2015 t/m 11-07-2015 Hitnotering: (Week 155) 22-08-2015 Hitnotering: (Week 156) 10-10-2015 Hitnotering: (Week 157) 07-11-2015 Hitnotering: (Week 158) 12-12-2015 Hitnotering: (Week 159 t/m 176) 02-01-2016 t/m 30-04-2016 | Hitnotering: (Week 1 t/m 96) 26-11-2011 t/m 21-09-2013 Hitnotering: (Week 97 t/m 106) 18-01-2014 t/m 22-03-2014 Hitnotering: (Week 107 t/m 111) 05-04-2014 t/m 03-05-2014 Hitnotering: (Week 112 t/m 127) 07-06-2014 t/m 20-09-2014 Hitnotering: (Week 128 t/m 152) 04-10-2014 t/m 21-03-2015 Hitnotering: (Week 153 t/m 154) 04-07-2015 t/m 11-07-2015 Hitnotering: (Week 155) 22-08-2015 Hitnotering: (Week 156) 10-10-2015 Hitnotering: (Week 157) 07-11-2015 Hitnotering: (Week 158) 12-12-2015 Hitnotering: (Week 159 t/m 176) 02-01-2016 t/m 30-04-2016 | Hitnotering: (Week 1 t/m 96) 26-11-2011 t/m 21-09-2013 Hitnotering: (Week 97 t/m 106) 18-01-2014 t/m 22-03-2014 Hitnotering: (Week 107 t/m 111) 05-04-2014 t/m 03-05-2014 Hitnotering: (Week 112 t/m 127) 07-06-2014 t/m 20-09-2014 Hitnotering: (Week 128 t/m 152) 04-10-2014 t/m 21-03-2015 Hitnotering: (Week 153 t/m 154) 04-07-2015 t/m 11-07-2015 Hitnotering: (Week 155) 22-08-2015 Hitnotering: (Week 156) 10-10-2015 Hitnotering: (Week 157) 07-11-2015 Hitnotering: (Week 158) 12-12-2015 Hitnotering: (Week 159 t/m 176) 02-01-2016 t/m 30-04-2016 | Hitnotering: (Week 1 t/m 96) 26-11-2011 t/m 21-09-2013 Hitnotering: (Week 97 t/m 106) 18-01-2014 t/m 22-03-2014 Hitnotering: (Week 107 t/m 111) 05-04-2014 t/m 03-05-2014 Hitnotering: (Week 112 t/m 127) 07-06-2014 t/m 20-09-2014 Hitnotering: (Week 128 t/m 152) 04-10-2014 t/m 21-03-2015 Hitnotering: (Week 153 t/m 154) 04-07-2015 t/m 11-07-2015 Hitnotering: (Week 155) 22-08-2015 Hitnotering: (Week 156) 10-10-2015 Hitnotering: (Week 157) 07-11-2015 Hitnotering: (Week 158) 12-12-2015 Hitnotering: (Week 159 t/m 176) 02-01-2016 t/m 30-04-2016 |
| Week: | 1 | 2 | 3 | 4 | 5 | 6 | 7 | 8 | 9 | 10 | 11 | 12 | 13 | 14 | 15 | 16 | 17 | 18 | 19 | 20 |
| --- | --- | --- | --- | --- | --- | --- | --- | --- | --- | --- | --- | --- | --- | --- | --- | --- | --- | --- | --- | --- |
| Positie: | 30 | 54 | 50 | 50 | 49 | 52 | 39 | 19 | 12 | 13 | 13 | 17 | 15 | 8 | 9 | 15 | 13 | 14 | 15 | 19 |
| Week: | 21 | 22 | 23 | 24 | 25 | 26 | 27 | 28 | 29 | 30 | 31 | 32 | 33 | 34 | 35 | 36 | 37 | 38 | 39 | 40 |
| Positie: | 19 | 30 | 37 | 34 | 48 | 47 | 45 | 49 | 38 | 43 | 60 | 33 | 23 | 60 | 40 | 36 | 53 | 43 | 17 | 12 |
| Week: | 41 | 42 | 43 | 44 | 45 | 46 | 47 | 48 | 49 | 50 | 51 | 52 | 53 | 54 | 55 | 56 | 57 | 58 | 59 | 60 |
| Positie: | 33 | 31 | 52 | 61 | 67 | 85 | 79 | 33 | 42 | 65 | 64 | 45 | 31 | 39 | 20 | 23 | 30 | 25 | 16 | 15 |
| Week: | 61 | 62 | 63 | 64 | 65 | 66 | 67 | 68 | 69 | 70 | 71 | 72 | 73 | 74 | 75 | 76 | 77 | 78 | 79 | 80 |
| Positie: | 17 | 23 | 24 | 24 | 20 | 20 | 25 | 36 | 31 | 42 | 32 | 40 | 48 | 58 | 64 | 53 | 58 | 50 | 55 | 37 |
| Week: | 81 | 82 | 83 | 84 | 85 | 86 | 87 | 88 | 89 | 90 | 91 | 92 | 93 | 94 | 95 | 96 | | 97 | 98 | 99 |
| Positie: | 58 | 77 | 75 | 48 | 43 | 28 | 54 | 38 | 41 | 45 | 59 | 68 | 54 | 64 | 78 | 93 | uit | 58 | 63 | 67 |
| Week: | 100 | 101 | 102 | 103 | 104 | 105 | 106 | | 107 | 108 | 109 | 110 | 111 | | 112 | 113 | 114 | 115 | 116 | 117 |
| Positie: | 73 | 72 | 96 | 75 | 86 | 74 | 98 | uit | 87 | 70 | 70 | 56 | 73 | uit | 73 | 15 | 29 | 27 | 38 | 30 |
| Week: | 118 | 119 | 120 | 121 | 122 | 123 | 124 | 125 | 126 | 127 | | 128 | 129 | 130 | 131 | 132 | 133 | 134 | 135 | 136 |
| Positie: | 79 | 44 | 12 | 55 | 49 | 75 | 62 | 65 | 68 | 79 | uit | 91 | 92 | 96 | 86 | 74 | 57 | 68 | 68 | 52 |
| Week: | 137 | 138 | 139 | 140 | 141 | 142 | 143 | 144 | 145 | 146 | 147 | 148 | 149 | 150 | 151 | 152 | | 153 | 154 | |
| Positie: | 41 | 48 | 57 | 53 | 58 | 40 | 46 | 67 | 54 | 70 | 69 | 63 | 69 | 58 | 93 | 97 | uit | 88 | 97 | uit |
| Week: | 155 | | 156 | | 157 | | 158 | | 159 | 160 | 161 | 162 | 163 | 164 | 165 | 166 | 167 | 168 | 169 | 170 |
| Positie: | 91 | uit | 96 | uit | 96 | uit | 97 | uit | 99 | 65 | 70 | 71 | 72 | 72 | 74 | 63 | 73 | 81 | 77 | 88 |
| Week: | 171 | 172 | 173 | 174 | 175 | 176 | | | | | | | | | | | | | | |
| Positie: | 70 | 63 | 78 | 81 | 98 | 76 | uit | | | | | | | | | | | | | |

| Hitnotering: (Week 1 t/m 84) 25-02-2012 t/m 28-09-2013 Hitnotering: (Week 85) 12-10-2013 Hitnotering: (Week 86) 26-10-2013 Hitnotering: (Week 87) 09-11-2013 Hitnotering: (Week 88 t/m 89) 23-11-2013 t/m 30-11-2013 Hitnotering: (Week 90 t/m 93) 14-12-2013 t/m 04-01-2014 Hitnotering: (Week 94 t/m 113) 25-01-2014 t/m 07-06-2014 Hitnotering: (Week 114 t/m 115) 21-06-2014 t/m 28-06-2014 Hitnotering: (Week 116 t/m 119) 05-01-2019 t/m 26-01-2019 Hitnotering: (Week 120 t/m 121) 09-02-2019 t/m 16-02-2019 Hitnotering: (Week 122) 02-03-2019 Hitnotering: (Week 123) 23-03-2019 Hitnotering: (Week 124 t/m 126) 20-04-2019 t/m 04-05-2019 Hitnotering: (Week 127 t/m 129) 19-05-2019 t/m 01-06-2019 Hitnotering: (Week 130) 29-06-2019 Hitnotering: (Week 131 t/m 132) 13-07-2019 t/m heden | Hitnotering: (Week 1 t/m 84) 25-02-2012 t/m 28-09-2013 Hitnotering: (Week 85) 12-10-2013 Hitnotering: (Week 86) 26-10-2013 Hitnotering: (Week 87) 09-11-2013 Hitnotering: (Week 88 t/m 89) 23-11-2013 t/m 30-11-2013 Hitnotering: (Week 90 t/m 93) 14-12-2013 t/m 04-01-2014 Hitnotering: (Week 94 t/m 113) 25-01-2014 t/m 07-06-2014 Hitnotering: (Week 114 t/m 115) 21-06-2014 t/m 28-06-2014 Hitnotering: (Week 116 t/m 119) 05-01-2019 t/m 26-01-2019 Hitnotering: (Week 120 t/m 121) 09-02-2019 t/m 16-02-2019 Hitnotering: (Week 122) 02-03-2019 Hitnotering: (Week 123) 23-03-2019 Hitnotering: (Week 124 t/m 126) 20-04-2019 t/m 04-05-2019 Hitnotering: (Week 127 t/m 129) 19-05-2019 t/m 01-06-2019 Hitnotering: (Week 130) 29-06-2019 Hitnotering: (Week 131 t/m 132) 13-07-2019 t/m heden | Hitnotering: (Week 1 t/m 84) 25-02-2012 t/m 28-09-2013 Hitnotering: (Week 85) 12-10-2013 Hitnotering: (Week 86) 26-10-2013 Hitnotering: (Week 87) 09-11-2013 Hitnotering: (Week 88 t/m 89) 23-11-2013 t/m 30-11-2013 Hitnotering: (Week 90 t/m 93) 14-12-2013 t/m 04-01-2014 Hitnotering: (Week 94 t/m 113) 25-01-2014 t/m 07-06-2014 Hitnotering: (Week 114 t/m 115) 21-06-2014 t/m 28-06-2014 Hitnotering: (Week 116 t/m 119) 05-01-2019 t/m 26-01-2019 Hitnotering: (Week 120 t/m 121) 09-02-2019 t/m 16-02-2019 Hitnotering: (Week 122) 02-03-2019 Hitnotering: (Week 123) 23-03-2019 Hitnotering: (Week 124 t/m 126) 20-04-2019 t/m 04-05-2019 Hitnotering: (Week 127 t/m 129) 19-05-2019 t/m 01-06-2019 Hitnotering: (Week 130) 29-06-2019 Hitnotering: (Week 131 t/m 132) 13-07-2019 t/m heden | Hitnotering: (Week 1 t/m 84) 25-02-2012 t/m 28-09-2013 Hitnotering: (Week 85) 12-10-2013 Hitnotering: (Week 86) 26-10-2013 Hitnotering: (Week 87) 09-11-2013 Hitnotering: (Week 88 t/m 89) 23-11-2013 t/m 30-11-2013 Hitnotering: (Week 90 t/m 93) 14-12-2013 t/m 04-01-2014 Hitnotering: (Week 94 t/m 113) 25-01-2014 t/m 07-06-2014 Hitnotering: (Week 114 t/m 115) 21-06-2014 t/m 28-06-2014 Hitnotering: (Week 116 t/m 119) 05-01-2019 t/m 26-01-2019 Hitnotering: (Week 120 t/m 121) 09-02-2019 t/m 16-02-2019 Hitnotering: (Week 122) 02-03-2019 Hitnotering: (Week 123) 23-03-2019 Hitnotering: (Week 124 t/m 126) 20-04-2019 t/m 04-05-2019 Hitnotering: (Week 127 t/m 129) 19-05-2019 t/m 01-06-2019 Hitnotering: (Week 130) 29-06-2019 Hitnotering: (Week 131 t/m 132) 13-07-2019 t/m heden | Hitnotering: (Week 1 t/m 84) 25-02-2012 t/m 28-09-2013 Hitnotering: (Week 85) 12-10-2013 Hitnotering: (Week 86) 26-10-2013 Hitnotering: (Week 87) 09-11-2013 Hitnotering: (Week 88 t/m 89) 23-11-2013 t/m 30-11-2013 Hitnotering: (Week 90 t/m 93) 14-12-2013 t/m 04-01-2014 Hitnotering: (Week 94 t/m 113) 25-01-2014 t/m 07-06-2014 Hitnotering: (Week 114 t/m 115) 21-06-2014 t/m 28-06-2014 Hitnotering: (Week 116 t/m 119) 05-01-2019 t/m 26-01-2019 Hitnotering: (Week 120 t/m 121) 09-02-2019 t/m 16-02-2019 Hitnotering: (Week 122) 02-03-2019 Hitnotering: (Week 123) 23-03-2019 Hitnotering: (Week 124 t/m 126) 20-04-2019 t/m 04-05-2019 Hitnotering: (Week 127 t/m 129) 19-05-2019 t/m 01-06-2019 Hitnotering: (Week 130) 29-06-2019 Hitnotering: (Week 131 t/m 132) 13-07-2019 t/m heden | Hitnotering: (Week 1 t/m 84) 25-02-2012 t/m 28-09-2013 Hitnotering: (Week 85) 12-10-2013 Hitnotering: (Week 86) 26-10-2013 Hitnotering: (Week 87) 09-11-2013 Hitnotering: (Week 88 t/m 89) 23-11-2013 t/m 30-11-2013 Hitnotering: (Week 90 t/m 93) 14-12-2013 t/m 04-01-2014 Hitnotering: (Week 94 t/m 113) 25-01-2014 t/m 07-06-2014 Hitnotering: (Week 114 t/m 115) 21-06-2014 t/m 28-06-2014 Hitnotering: (Week 116 t/m 119) 05-01-2019 t/m 26-01-2019 Hitnotering: (Week 120 t/m 121) 09-02-2019 t/m 16-02-2019 Hitnotering: (Week 122) 02-03-2019 Hitnotering: (Week 123) 23-03-2019 Hitnotering: (Week 124 t/m 126) 20-04-2019 t/m 04-05-2019 Hitnotering: (Week 127 t/m 129) 19-05-2019 t/m 01-06-2019 Hitnotering: (Week 130) 29-06-2019 Hitnotering: (Week 131 t/m 132) 13-07-2019 t/m heden | Hitnotering: (Week 1 t/m 84) 25-02-2012 t/m 28-09-2013 Hitnotering: (Week 85) 12-10-2013 Hitnotering: (Week 86) 26-10-2013 Hitnotering: (Week 87) 09-11-2013 Hitnotering: (Week 88 t/m 89) 23-11-2013 t/m 30-11-2013 Hitnotering: (Week 90 t/m 93) 14-12-2013 t/m 04-01-2014 Hitnotering: (Week 94 t/m 113) 25-01-2014 t/m 07-06-2014 Hitnotering: (Week 114 t/m 115) 21-06-2014 t/m 28-06-2014 Hitnotering: (Week 116 t/m 119) 05-01-2019 t/m 26-01-2019 Hitnotering: (Week 120 t/m 121) 09-02-2019 t/m 16-02-2019 Hitnotering: (Week 122) 02-03-2019 Hitnotering: (Week 123) 23-03-2019 Hitnotering: (Week 124 t/m 126) 20-04-2019 t/m 04-05-2019 Hitnotering: (Week 127 t/m 129) 19-05-2019 t/m 01-06-2019 Hitnotering: (Week 130) 29-06-2019 Hitnotering: (Week 131 t/m 132) 13-07-2019 t/m heden | Hitnotering: (Week 1 t/m 84) 25-02-2012 t/m 28-09-2013 Hitnotering: (Week 85) 12-10-2013 Hitnotering: (Week 86) 26-10-2013 Hitnotering: (Week 87) 09-11-2013 Hitnotering: (Week 88 t/m 89) 23-11-2013 t/m 30-11-2013 Hitnotering: (Week 90 t/m 93) 14-12-2013 t/m 04-01-2014 Hitnotering: (Week 94 t/m 113) 25-01-2014 t/m 07-06-2014 Hitnotering: (Week 114 t/m 115) 21-06-2014 t/m 28-06-2014 Hitnotering: (Week 116 t/m 119) 05-01-2019 t/m 26-01-2019 Hitnotering: (Week 120 t/m 121) 09-02-2019 t/m 16-02-2019 Hitnotering: (Week 122) 02-03-2019 Hitnotering: (Week 123) 23-03-2019 Hitnotering: (Week 124 t/m 126) 20-04-2019 t/m 04-05-2019 Hitnotering: (Week 127 t/m 129) 19-05-2019 t/m 01-06-2019 Hitnotering: (Week 130) 29-06-2019 Hitnotering: (Week 131 t/m 132) 13-07-2019 t/m heden | Hitnotering: (Week 1 t/m 84) 25-02-2012 t/m 28-09-2013 Hitnotering: (Week 85) 12-10-2013 Hitnotering: (Week 86) 26-10-2013 Hitnotering: (Week 87) 09-11-2013 Hitnotering: (Week 88 t/m 89) 23-11-2013 t/m 30-11-2013 Hitnotering: (Week 90 t/m 93) 14-12-2013 t/m 04-01-2014 Hitnotering: (Week 94 t/m 113) 25-01-2014 t/m 07-06-2014 Hitnotering: (Week 114 t/m 115) 21-06-2014 t/m 28-06-2014 Hitnotering: (Week 116 t/m 119) 05-01-2019 t/m 26-01-2019 Hitnotering: (Week 120 t/m 121) 09-02-2019 t/m 16-02-2019 Hitnotering: (Week 122) 02-03-2019 Hitnotering: (Week 123) 23-03-2019 Hitnotering: (Week 124 t/m 126) 20-04-2019 t/m 04-05-2019 Hitnotering: (Week 127 t/m 129) 19-05-2019 t/m 01-06-2019 Hitnotering: (Week 130) 29-06-2019 Hitnotering: (Week 131 t/m 132) 13-07-2019 t/m heden | Hitnotering: (Week 1 t/m 84) 25-02-2012 t/m 28-09-2013 Hitnotering: (Week 85) 12-10-2013 Hitnotering: (Week 86) 26-10-2013 Hitnotering: (Week 87) 09-11-2013 Hitnotering: (Week 88 t/m 89) 23-11-2013 t/m 30-11-2013 Hitnotering: (Week 90 t/m 93) 14-12-2013 t/m 04-01-2014 Hitnotering: (Week 94 t/m 113) 25-01-2014 t/m 07-06-2014 Hitnotering: (Week 114 t/m 115) 21-06-2014 t/m 28-06-2014 Hitnotering: (Week 116 t/m 119) 05-01-2019 t/m 26-01-2019 Hitnotering: (Week 120 t/m 121) 09-02-2019 t/m 16-02-2019 Hitnotering: (Week 122) 02-03-2019 Hitnotering: (Week 123) 23-03-2019 Hitnotering: (Week 124 t/m 126) 20-04-2019 t/m 04-05-2019 Hitnotering: (Week 127 t/m 129) 19-05-2019 t/m 01-06-2019 Hitnotering: (Week 130) 29-06-2019 Hitnotering: (Week 131 t/m 132) 13-07-2019 t/m heden | Hitnotering: (Week 1 t/m 84) 25-02-2012 t/m 28-09-2013 Hitnotering: (Week 85) 12-10-2013 Hitnotering: (Week 86) 26-10-2013 Hitnotering: (Week 87) 09-11-2013 Hitnotering: (Week 88 t/m 89) 23-11-2013 t/m 30-11-2013 Hitnotering: (Week 90 t/m 93) 14-12-2013 t/m 04-01-2014 Hitnotering: (Week 94 t/m 113) 25-01-2014 t/m 07-06-2014 Hitnotering: (Week 114 t/m 115) 21-06-2014 t/m 28-06-2014 Hitnotering: (Week 116 t/m 119) 05-01-2019 t/m 26-01-2019 Hitnotering: (Week 120 t/m 121) 09-02-2019 t/m 16-02-2019 Hitnotering: (Week 122) 02-03-2019 Hitnotering: (Week 123) 23-03-2019 Hitnotering: (Week 124 t/m 126) 20-04-2019 t/m 04-05-2019 Hitnotering: (Week 127 t/m 129) 19-05-2019 t/m 01-06-2019 Hitnotering: (Week 130) 29-06-2019 Hitnotering: (Week 131 t/m 132) 13-07-2019 t/m heden | Hitnotering: (Week 1 t/m 84) 25-02-2012 t/m 28-09-2013 Hitnotering: (Week 85) 12-10-2013 Hitnotering: (Week 86) 26-10-2013 Hitnotering: (Week 87) 09-11-2013 Hitnotering: (Week 88 t/m 89) 23-11-2013 t/m 30-11-2013 Hitnotering: (Week 90 t/m 93) 14-12-2013 t/m 04-01-2014 Hitnotering: (Week 94 t/m 113) 25-01-2014 t/m 07-06-2014 Hitnotering: (Week 114 t/m 115) 21-06-2014 t/m 28-06-2014 Hitnotering: (Week 116 t/m 119) 05-01-2019 t/m 26-01-2019 Hitnotering: (Week 120 t/m 121) 09-02-2019 t/m 16-02-2019 Hitnotering: (Week 122) 02-03-2019 Hitnotering: (Week 123) 23-03-2019 Hitnotering: (Week 124 t/m 126) 20-04-2019 t/m 04-05-2019 Hitnotering: (Week 127 t/m 129) 19-05-2019 t/m 01-06-2019 Hitnotering: (Week 130) 29-06-2019 Hitnotering: (Week 131 t/m 132) 13-07-2019 t/m heden | Hitnotering: (Week 1 t/m 84) 25-02-2012 t/m 28-09-2013 Hitnotering: (Week 85) 12-10-2013 Hitnotering: (Week 86) 26-10-2013 Hitnotering: (Week 87) 09-11-2013 Hitnotering: (Week 88 t/m 89) 23-11-2013 t/m 30-11-2013 Hitnotering: (Week 90 t/m 93) 14-12-2013 t/m 04-01-2014 Hitnotering: (Week 94 t/m 113) 25-01-2014 t/m 07-06-2014 Hitnotering: (Week 114 t/m 115) 21-06-2014 t/m 28-06-2014 Hitnotering: (Week 116 t/m 119) 05-01-2019 t/m 26-01-2019 Hitnotering: (Week 120 t/m 121) 09-02-2019 t/m 16-02-2019 Hitnotering: (Week 122) 02-03-2019 Hitnotering: (Week 123) 23-03-2019 Hitnotering: (Week 124 t/m 126) 20-04-2019 t/m 04-05-2019 Hitnotering: (Week 127 t/m 129) 19-05-2019 t/m 01-06-2019 Hitnotering: (Week 130) 29-06-2019 Hitnotering: (Week 131 t/m 132) 13-07-2019 t/m heden | Hitnotering: (Week 1 t/m 84) 25-02-2012 t/m 28-09-2013 Hitnotering: (Week 85) 12-10-2013 Hitnotering: (Week 86) 26-10-2013 Hitnotering: (Week 87) 09-11-2013 Hitnotering: (Week 88 t/m 89) 23-11-2013 t/m 30-11-2013 Hitnotering: (Week 90 t/m 93) 14-12-2013 t/m 04-01-2014 Hitnotering: (Week 94 t/m 113) 25-01-2014 t/m 07-06-2014 Hitnotering: (Week 114 t/m 115) 21-06-2014 t/m 28-06-2014 Hitnotering: (Week 116 t/m 119) 05-01-2019 t/m 26-01-2019 Hitnotering: (Week 120 t/m 121) 09-02-2019 t/m 16-02-2019 Hitnotering: (Week 122) 02-03-2019 Hitnotering: (Week 123) 23-03-2019 Hitnotering: (Week 124 t/m 126) 20-04-2019 t/m 04-05-2019 Hitnotering: (Week 127 t/m 129) 19-05-2019 t/m 01-06-2019 Hitnotering: (Week 130) 29-06-2019 Hitnotering: (Week 131 t/m 132) 13-07-2019 t/m heden | Hitnotering: (Week 1 t/m 84) 25-02-2012 t/m 28-09-2013 Hitnotering: (Week 85) 12-10-2013 Hitnotering: (Week 86) 26-10-2013 Hitnotering: (Week 87) 09-11-2013 Hitnotering: (Week 88 t/m 89) 23-11-2013 t/m 30-11-2013 Hitnotering: (Week 90 t/m 93) 14-12-2013 t/m 04-01-2014 Hitnotering: (Week 94 t/m 113) 25-01-2014 t/m 07-06-2014 Hitnotering: (Week 114 t/m 115) 21-06-2014 t/m 28-06-2014 Hitnotering: (Week 116 t/m 119) 05-01-2019 t/m 26-01-2019 Hitnotering: (Week 120 t/m 121) 09-02-2019 t/m 16-02-2019 Hitnotering: (Week 122) 02-03-2019 Hitnotering: (Week 123) 23-03-2019 Hitnotering: (Week 124 t/m 126) 20-04-2019 t/m 04-05-2019 Hitnotering: (Week 127 t/m 129) 19-05-2019 t/m 01-06-2019 Hitnotering: (Week 130) 29-06-2019 Hitnotering: (Week 131 t/m 132) 13-07-2019 t/m heden | Hitnotering: (Week 1 t/m 84) 25-02-2012 t/m 28-09-2013 Hitnotering: (Week 85) 12-10-2013 Hitnotering: (Week 86) 26-10-2013 Hitnotering: (Week 87) 09-11-2013 Hitnotering: (Week 88 t/m 89) 23-11-2013 t/m 30-11-2013 Hitnotering: (Week 90 t/m 93) 14-12-2013 t/m 04-01-2014 Hitnotering: (Week 94 t/m 113) 25-01-2014 t/m 07-06-2014 Hitnotering: (Week 114 t/m 115) 21-06-2014 t/m 28-06-2014 Hitnotering: (Week 116 t/m 119) 05-01-2019 t/m 26-01-2019 Hitnotering: (Week 120 t/m 121) 09-02-2019 t/m 16-02-2019 Hitnotering: (Week 122) 02-03-2019 Hitnotering: (Week 123) 23-03-2019 Hitnotering: (Week 124 t/m 126) 20-04-2019 t/m 04-05-2019 Hitnotering: (Week 127 t/m 129) 19-05-2019 t/m 01-06-2019 Hitnotering: (Week 130) 29-06-2019 Hitnotering: (Week 131 t/m 132) 13-07-2019 t/m heden | Hitnotering: (Week 1 t/m 84) 25-02-2012 t/m 28-09-2013 Hitnotering: (Week 85) 12-10-2013 Hitnotering: (Week 86) 26-10-2013 Hitnotering: (Week 87) 09-11-2013 Hitnotering: (Week 88 t/m 89) 23-11-2013 t/m 30-11-2013 Hitnotering: (Week 90 t/m 93) 14-12-2013 t/m 04-01-2014 Hitnotering: (Week 94 t/m 113) 25-01-2014 t/m 07-06-2014 Hitnotering: (Week 114 t/m 115) 21-06-2014 t/m 28-06-2014 Hitnotering: (Week 116 t/m 119) 05-01-2019 t/m 26-01-2019 Hitnotering: (Week 120 t/m 121) 09-02-2019 t/m 16-02-2019 Hitnotering: (Week 122) 02-03-2019 Hitnotering: (Week 123) 23-03-2019 Hitnotering: (Week 124 t/m 126) 20-04-2019 t/m 04-05-2019 Hitnotering: (Week 127 t/m 129) 19-05-2019 t/m 01-06-2019 Hitnotering: (Week 130) 29-06-2019 Hitnotering: (Week 131 t/m 132) 13-07-2019 t/m heden | Hitnotering: (Week 1 t/m 84) 25-02-2012 t/m 28-09-2013 Hitnotering: (Week 85) 12-10-2013 Hitnotering: (Week 86) 26-10-2013 Hitnotering: (Week 87) 09-11-2013 Hitnotering: (Week 88 t/m 89) 23-11-2013 t/m 30-11-2013 Hitnotering: (Week 90 t/m 93) 14-12-2013 t/m 04-01-2014 Hitnotering: (Week 94 t/m 113) 25-01-2014 t/m 07-06-2014 Hitnotering: (Week 114 t/m 115) 21-06-2014 t/m 28-06-2014 Hitnotering: (Week 116 t/m 119) 05-01-2019 t/m 26-01-2019 Hitnotering: (Week 120 t/m 121) 09-02-2019 t/m 16-02-2019 Hitnotering: (Week 122) 02-03-2019 Hitnotering: (Week 123) 23-03-2019 Hitnotering: (Week 124 t/m 126) 20-04-2019 t/m 04-05-2019 Hitnotering: (Week 127 t/m 129) 19-05-2019 t/m 01-06-2019 Hitnotering: (Week 130) 29-06-2019 Hitnotering: (Week 131 t/m 132) 13-07-2019 t/m heden | Hitnotering: (Week 1 t/m 84) 25-02-2012 t/m 28-09-2013 Hitnotering: (Week 85) 12-10-2013 Hitnotering: (Week 86) 26-10-2013 Hitnotering: (Week 87) 09-11-2013 Hitnotering: (Week 88 t/m 89) 23-11-2013 t/m 30-11-2013 Hitnotering: (Week 90 t/m 93) 14-12-2013 t/m 04-01-2014 Hitnotering: (Week 94 t/m 113) 25-01-2014 t/m 07-06-2014 Hitnotering: (Week 114 t/m 115) 21-06-2014 t/m 28-06-2014 Hitnotering: (Week 116 t/m 119) 05-01-2019 t/m 26-01-2019 Hitnotering: (Week 120 t/m 121) 09-02-2019 t/m 16-02-2019 Hitnotering: (Week 122) 02-03-2019 Hitnotering: (Week 123) 23-03-2019 Hitnotering: (Week 124 t/m 126) 20-04-2019 t/m 04-05-2019 Hitnotering: (Week 127 t/m 129) 19-05-2019 t/m 01-06-2019 Hitnotering: (Week 130) 29-06-2019 Hitnotering: (Week 131 t/m 132) 13-07-2019 t/m heden | Hitnotering: (Week 1 t/m 84) 25-02-2012 t/m 28-09-2013 Hitnotering: (Week 85) 12-10-2013 Hitnotering: (Week 86) 26-10-2013 Hitnotering: (Week 87) 09-11-2013 Hitnotering: (Week 88 t/m 89) 23-11-2013 t/m 30-11-2013 Hitnotering: (Week 90 t/m 93) 14-12-2013 t/m 04-01-2014 Hitnotering: (Week 94 t/m 113) 25-01-2014 t/m 07-06-2014 Hitnotering: (Week 114 t/m 115) 21-06-2014 t/m 28-06-2014 Hitnotering: (Week 116 t/m 119) 05-01-2019 t/m 26-01-2019 Hitnotering: (Week 120 t/m 121) 09-02-2019 t/m 16-02-2019 Hitnotering: (Week 122) 02-03-2019 Hitnotering: (Week 123) 23-03-2019 Hitnotering: (Week 124 t/m 126) 20-04-2019 t/m 04-05-2019 Hitnotering: (Week 127 t/m 129) 19-05-2019 t/m 01-06-2019 Hitnotering: (Week 130) 29-06-2019 Hitnotering: (Week 131 t/m 132) 13-07-2019 t/m heden | Hitnotering: (Week 1 t/m 84) 25-02-2012 t/m 28-09-2013 Hitnotering: (Week 85) 12-10-2013 Hitnotering: (Week 86) 26-10-2013 Hitnotering: (Week 87) 09-11-2013 Hitnotering: (Week 88 t/m 89) 23-11-2013 t/m 30-11-2013 Hitnotering: (Week 90 t/m 93) 14-12-2013 t/m 04-01-2014 Hitnotering: (Week 94 t/m 113) 25-01-2014 t/m 07-06-2014 Hitnotering: (Week 114 t/m 115) 21-06-2014 t/m 28-06-2014 Hitnotering: (Week 116 t/m 119) 05-01-2019 t/m 26-01-2019 Hitnotering: (Week 120 t/m 121) 09-02-2019 t/m 16-02-2019 Hitnotering: (Week 122) 02-03-2019 Hitnotering: (Week 123) 23-03-2019 Hitnotering: (Week 124 t/m 126) 20-04-2019 t/m 04-05-2019 Hitnotering: (Week 127 t/m 129) 19-05-2019 t/m 01-06-2019 Hitnotering: (Week 130) 29-06-2019 Hitnotering: (Week 131 t/m 132) 13-07-2019 t/m heden |
| Week: | 1 | 2 | 3 | 4 | 5 | 6 | 7 | 8 | 9 | 10 | 11 | 12 | 13 | 14 | 15 | 16 | 17 | 18 | 19 | 20 |
| --- | --- | --- | --- | --- | --- | --- | --- | --- | --- | --- | --- | --- | --- | --- | --- | --- | --- | --- | --- | --- |
| Positie: | 74 | 9 | 10 | 14 | 20 | 27 | 24 | 28 | 34 | 43 | 60 | 57 | 55 | 76 | 97 | 94 | 76 | 78 | 64 | 78 |
| Week: | 21 | 22 | 23 | 24 | 25 | 26 | 27 | 28 | 29 | 30 | 31 | 32 | 33 | 34 | 35 | 36 | 37 | 38 | 39 | 40 |
| Positie: | 28 | 45 | 28 | 45 | 83 | 61 | 53 | 55 | 61 | 61 | 82 | 108 | 86 | 89 | 115 | 90 | 115 | 102 | 90 | 74 |
| Week: | 41 | 42 | 43 | 44 | 45 | 46 | 47 | 48 | 49 | 50 | 51 | 52 | 53 | 54 | 55 | 56 | 57 | 58 | 59 | 60 |
| Positie: | 84 | 56 | 53 | 57 | 60 | 51 | 34 | 33 | 24 | 23 | 34 | 37 | 63 | 62 | 63 | 64 | 62 | 92 | 70 | 80 |
| Week: | 61 | 62 | 63 | 64 | 65 | 66 | 67 | 68 | 69 | 70 | 71 | 72 | 73 | 74 | 75 | 76 | 77 | 78 | 79 | 80 |
| Positie: | 123 | 141 | 100 | 134 | 164 | 156 | 132 | 136 | 200 | 119 | 118 | 83 | 103 | 100 | 69 | 73 | 69 | 111 | 66 | 86 |
| Week: | 81 | 82 | 83 | 84 | | 85 | | 86 | | 87 | | 88 | 89 | | 90 | 91 | 92 | 93 | | 94 |
| Positie: | 118 | 96 | 116 | 129 | uit | 177 | uit | 190 | uit | 162 | uit | 183 | 174 | uit | 174 | 186 | 190 | 161 | uit | 127 |
| Week: | 95 | 96 | 97 | 98 | 99 | 100 | 101 | 102 | 103 | 104 | 105 | 106 | 107 | 108 | 109 | 110 | 111 | 112 | 113 | |
| Positie: | 113 | 110 | 98 | 99 | 105 | 82 | 60 | 71 | 88 | 89 | 86 | 59 | 140 | 136 | 98 | 139 | 143 | 113 | 136 | uit |
| Week: | 114 | 115 | | 116 | 117 | 118 | 119 | | 120 | 121 | | 122 | | 123 | | 124 | 125 | 126 | | 127 |
| Positie: | 184 | 93 | uit | 147 | 105 | 127 | 165 | uit | 185 | 200 | uit | 198 | uit | 164 | uit | 174 | 197 | 183 | uit | 184 |
| Week: | 128 | 129 | | 130 | | 131 | 132 | | | | | | | | | | | | | |
| Positie: | 174 | 138 | uit | 155 | uit | 176 | 86 | | | | | | | | | | | | | |

### Singles
| Single met eventuele hitnotering(en) in de Nederlandse Top 40 | Datum van verschijnen | Datum van binnenkomst | Hoogste positie | Aantal weken | Opmerkingen                               |
| ------------------------------------------------------------- | --------------------- | --------------------- | --------------- | ------------ | ----------------------------------------- |
| The A team                                                    | 12-06-2011            | 08-10-2011            | 5               | 32           | Nr. 2 in de Single Top 100 / Alarmschijf  |
| Lego house                                                    | 13-11-2011            | 18-02-2012            | 12              | 13           | Nr. 25 in de Single Top 100 / Alarmschijf |
| You need me, I don't need you                                 | 07-05-2012            | 19-05-2012            | tip1            | -            |                                           |
| Drunk                                                         | 27-02-2012            | 01-09-2012            | tip2            | -            |                                           |
| Give me love                                                  | 15-10-2012            | 24-11-2012            | tip2            | -            | Nr. 41 in de Single Top 100               |

| Single met hitnotering(en) in de Vlaamse Ultratop 50 | Datum van verschijnen | Datum van binnenkomst | Hoogste positie | Aantal weken | Opmerkingen                 |
| ---------------------------------------------------- | --------------------- | --------------------- | --------------- | ------------ | --------------------------- |
| The A team                                           | 2011                  | 03-03-2012            | 18              | 2            |                             |
| Lego house                                           | 2011                  | 03-03-2012            | 6               | 10           | Nr. 13 in de Radio 2 Top 30 |
| You need me, I don't need you                        | 2012                  | 09-06-2012            | tip11           | -            |                             |
| Give me love                                         | 2012                  | 29-12-2012            | 38              | 5            |                             |
| Drunk                                                | 2013                  | 23-03-2013            | tip22           |              |                             |

## Medewerkers

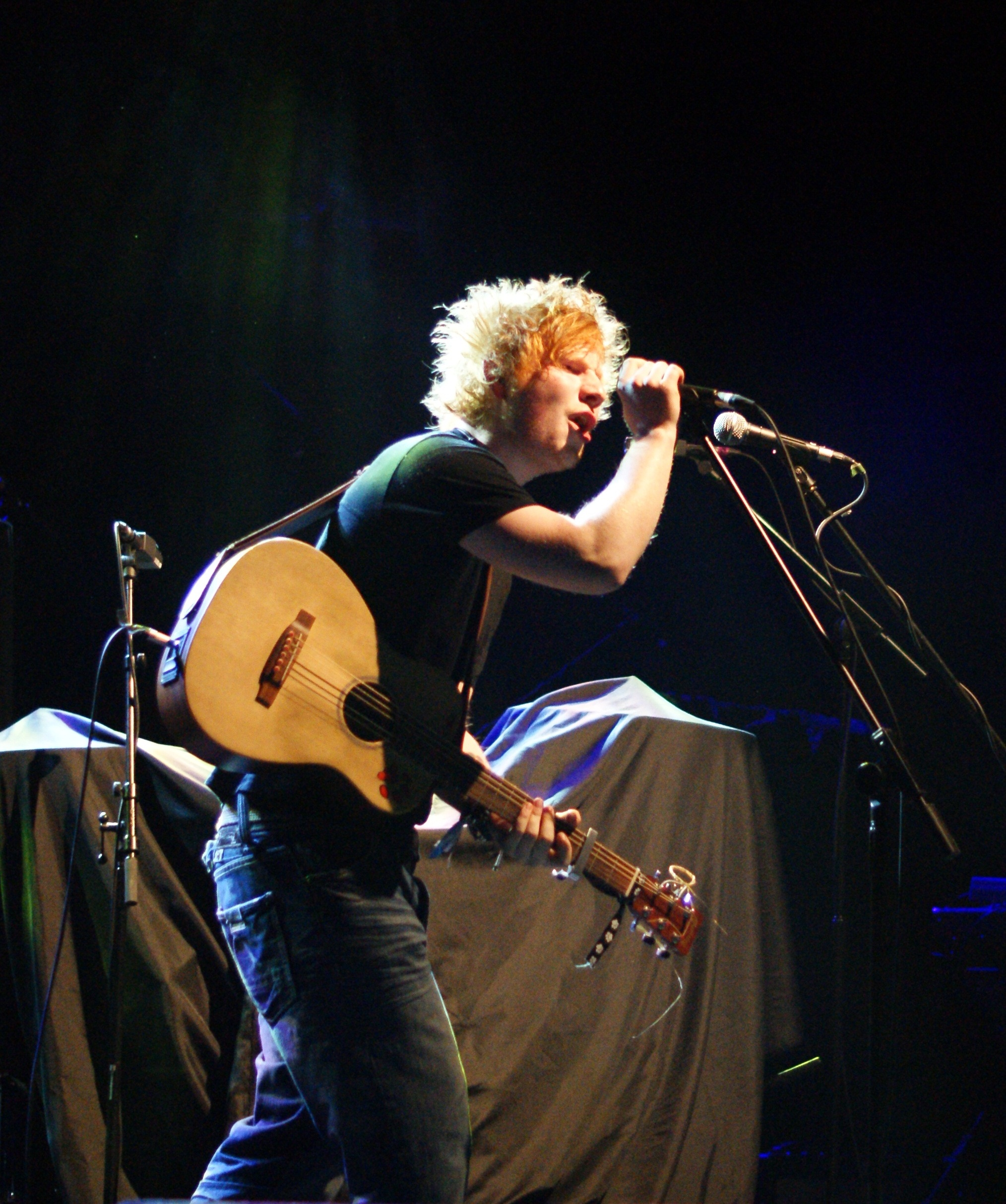
Sheeran nam de meeste instrumenten voor zijn rekening

- Ed Sheeran – basgitaar, beatbox, akoestische gitaar, basgitaar, elektrische gitaar, handclapping, percussie, piano, producer, zang, achtergrondzang
- Jake Gosling – drums, engineer, handclapping, keyboard, mixing, piano, producer, programmering, strijkersarrangementen, strijkers, stemmixing, achtergrondzang
- Chris Leonard – elektrische, akoestische en basgitaar, handclapping, achtergrondzang
- Ben Cook – uitvoerend producer
- Ed Howard – uitvoerend producer
- Charlie Hugall – extra productie, drums, engineer, mixing, percussie, producer
- No I.D. – producer, programmering
- Stuart Camp – management
- Sally Herbert – strijkersarrangementen
- Louisa Fuller – viool
- Oli Langford – violin
- John Metcalfe – altviool
- Tom Greenwood – piano
- Chris Worsey – cello
- Ben Hollingsworth – drums
- Dingle Laa – triangel
- Edd Hartwell – assistent
- Ruadhri Cushnan – audiomixing
- Rob Kinaelski – engineer, mixing
- Guy Massey – engineer, mixing
- Marco Martini – assistent
- Grant Rawlinson – assistent
- Anna Ugarte – assistent
- Christian Wright – mastering
- Phillip Butah – illustraties[12]